# Carvoeira (Torres Vedras)
Carvoeira is een plaats (freguesia) in de Portugese gemeente Torres Vedras en telt 1610 inwoners (2001).